# Chełsty (Mazovie)
Pour les articles homonymes, voir Chełsty.
Chełsty (prononciation : [ˈxɛu̯stɨ]) est un village polonais de la gmina de Różan dans le powiat de Maków de la voïvodie de Mazovie dans le centre-est de la Pologne.
Il se situe à environ 7 kilomètres au nord-est de Różan (siège de la gmina), 24 kilomètres à l'est de Maków Mazowiecki (siège du powiat) et à 85 kilomètres au nord de Varsovie (capitale de la Pologne).
Le village possède approximativement une population de 110 habitants en 2012.

## Histoire
De 1975 à 1998, le village appartenait administrativement à la voïvodie d'Ostrołęka.